# Asamblea de Madrid

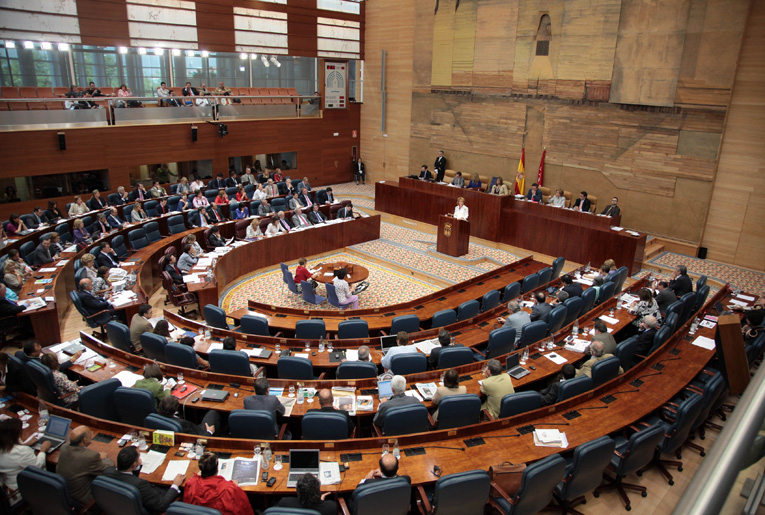
Plenarsaal des Asamblea de Madrid

Die Asamblea de Madrid ist die Einkammer-Regionalgesetzgebung der Autonomen Gemeinschaft Madrid seit der Verabschiedung des Madrider Autonomiestatuts 1983. Gemäß der Charta ist die Versammlung befugt, die Gesetze der Region Madrid zu erlassen, die Handlungen der Regionalregierung zu kontrollieren und den Präsidenten der Gemeinschaft Madrid zu wählen.  Die Versammlung tagt im Bezirk Vallecas von Madrid in einem 1998 eingeweihten Saal, der speziell für die Madrider Versammlung konzipiert wurde.

## Zusammensetzung
Der Gesetzgeber besteht derzeit 136 Abgeordneten, die auf einmal in geschlossenen Parteienlisten gewählt werden. Die Wahl findet alle vier Jahre während der spanischen Regional- und Kommunalwahlen statt, da das Autonomiestatut der Gemeinschaft Madrid das Recht auf vorgezogene Wahlen (wie im Baskenland, in Katalonien, Galicien und Andalusien) nicht anerkennt, abgesehen von Ausnahmesituationen wie dem Skandal, der die Versammlung im Mai 2003 blockiert und Neuwahlen im Oktober 2003 erzwungen hat. Die Sitzverteilung erfolgt nach dem proportionalen D’Hondt-Verfahren in einem Wahlkreis, was die Madrider Versammlung zu einem der größten Parlamente der Welt mit einem einzigen Wahlkreis macht.
Diese Tatsache veranlasste Präsidentin Esperanza Aguirre 2007, vorzuschlagen, die Gemeinschaft Madrid in zwölf Wahlkreise aufzuteilen. Der angebliche Nutzen bestand darin, den Kontakt zwischen Staatsmännern und ihren Wählern zu erhöhen, aber die Reform wurde von den übrigen Parteien der Versammlung abgelehnt, weil sie keine dringende Angelegenheit sei, und sie würde die Zusammensetzung der Versammlung zugunsten der am meisten gewählten Partei ändern. Schließlich wurde der Vorschlag aufgegeben, obwohl Präsidentin Aguirre die Mehrheit hatte, um ihn durch die Versammlung zu leiten, weil er in den Cortes Generales abgelehnt würde, wie es durch einen Reformprozess der Autonomiescharta geschehen musste.

## Ausschüsse
Die Versammlung organisiert ihre Arbeit in verschiedenen Ausschüssen. Die Ausschüsse werden vom Präsidium der Versammlung auf Empfehlung des Sprecherrates gebildet. Gleichzeitig wird auch die Anzahl und Gruppierung der Mitglieder festgelegt. Die Wahl der Zusammensetzung der Ausschüsse ist eine Aufgabe der Fraktionen, die immer in den Ausschüssen vertreten sein müssen. Die Ausschüsse werden von einem Büro geleitet, das sich aus einem Vorsitzenden, einem stellvertretenden Vorsitzenden und einem Sekretär zusammensetzt, und jede Gruppe benennt einen Sprecher und einen stellvertretenden Sprecher für den Ausschuss, der sich in der Regel auch im Plenum um diese Angelegenheiten kümmert.

## Präsident
Die Asamblea de Madrid wählt ihren Präsidenten.
| Präsident                       | Partei | Beginn der Amtszeit | Ende der Amtszeit | Legislaturperiode |
| ------------------------------- | ------ | ------------------- | ----------------- | ----------------- |
| Ramón Espinar Gallego           | PSOE   | 1983                | 1987              | I                 |
| Rosa Posada Chapado             | CDS    | 1987                | 1991              | II                |
| Pedro Diez Olazábal             | IU     | 1991                | 1995              | III               |
| Juan Van-Halen Acedo            | PP     | 1995                | 1999              | IV                |
| Jesús Pedroche Nieto            | PP     | 1999                | 2003              | V                 |
| Concepción Dancausa Treviño     | PP     | 2003                | 2007              | VI, VII           |
| Elvira Rodríguez Herrer         | PP     | 2007                | 2011              | VIII              |
| José Ignacio Echeverría Echaniz | PP     | 2011                | 2015              | IX                |
| María Paloma Adrados Gautier    | PP     | 2015                | 2019              | X                 |
| Juan Trinidad Martos            | Cs     | 2019                | 2021              | XI                |
| María Eugenia Carballedo        | PP     | 2021                | amtierend         | XII               |